# 小行星8578
小行星8578（英語：8578 Shojikato）是一颗围绕太阳公转的小行星。1996年11月19日，小林隆男在大泉天文台发现了此天体。
这颗小行星的绝对星等为324.0216636082953等。